# The Pipettes
The Pipettes är en brittisk popgrupp som sedan den 18 april 2008 bestod av de tre sångarna Gwenno Saunders, Ani och Anna samt fyrmannakompbandet The Cassettes.

## Biografi
Gruppen bildades i Brighton i Storbritannien under 2003 och debutalbumet We Are The Pipettes utgavs i juni 2006. Musiken kan beskrivas som 60-talspop, och de tre sångerskorna uppträder vanligtvis iklädda klänningar med prickmönster, inspirerade av 1960-talets mode.

## Medlemmar
Senaste medlemmar
- Gwenno Pipette (Gwenno Saunders) – sång, keyboard
- Ani – sång
- Beth – sång
- Monster Bobby – gitarr
- Jon Cassette (Jon Falcone) – basgitarr
- Seb Cassette (Seb Falcone) – keyboard
- Joe Cassette (Joe Beaumont) – trummor

### Tidigare medlemmar
- Julia Clark-Lowes – sång, keyboard
- Robin of Loxley – trummor
- Becki Pipette (Rebecca Stevens) – sång
- Rose Pipette (Rose Dougall) – sång, keyboard
- Anna – sång

## Diskografi

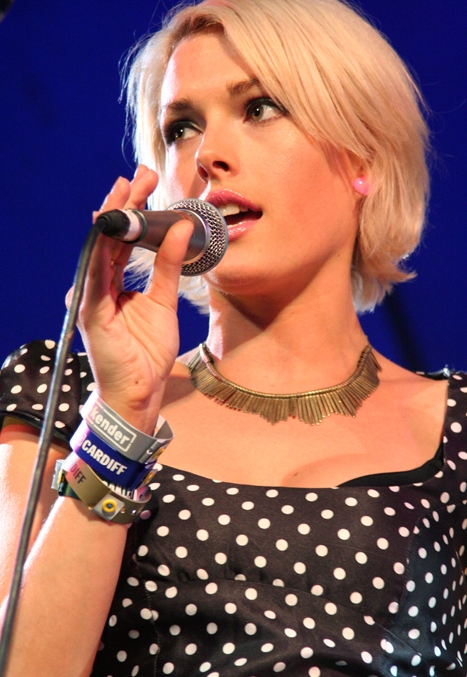
Gwenno Pipette

### Studioalbum
- 2006 – We Are the Pipettes
- 2010 – Earth vs. The Pipettes

### EP
- 2006 – Meet the Pipettes

1. "Your Kisses Are Wasted on Me" – 2:14
2. "One Night Stand" – 1:43
3. "Because It's Not Love (But It's Still a Feeling)" – 2:35
4. "Judy" (Acoustic Version) – 3:02
5. "Dirty Mind" (Acoustic Version) – 3:01

- 2006 – Your Kisses Are Wasted on Me

1. "Your Kisses Are Wasted on Me"
2. "I Love You"
3. "Really That Bad"
4. "Guess Who Ran Off with the Milkman?"

### Singlar
- 2004 – "Pipettes Christmas Single" (gratissingel som delades ut i samband med konserter)
- 2005 – "I Like a Boy in Uniform (School Uniform)"
- 2005 – "ABC"
- 2005 – "Judy"
- 2005 – "Dirty Mind"
- 2006 – "Your Kisses Are Wasted on Me"
- 2006 – "Pull Shapes"
- 2006 – "Judy" (ny version)
- 2010 – "Our Love Was Saved By Spacemen"
- 2010 – "Stop the Music"
- 2010 – "Call Me"
- 2011 – "Boo Shuffle"